# Phrudocentra concentrata
Phrudocentra concentrata är en fjärilsart som beskrevs av W. Warren 1897. Phrudocentra concentrata ingår i släktet Phrudocentra och familjen mätare. Inga underarter finns listade i Catalogue of Life.